# Amyda cartilaginea
La tortuga de caparazón blando asiática (Amyda cartilaginea) es una de las tortugas de caparazón blando del género Amyda.

## Descripción
En la familia Trionychidae esta especie es considerada entre las grandes. Muchos ejemplares de esta especie llegan a superar los 70 cm de longitud en el caparazón de piel con un peso total entre los 30 y 40 kg. La medida máxima conocida en esta especie es de 76.3 cm en el caparazón de piel, logrando tal ejemplar una longitud de 52.7 cm en el disco de hueso bajo tal caparazón, sin embargo, otro ejemplar, de museo, llega a los 57.0 cm en el disco de hueso. El caparazón de piel es ovalado.

## Distribución y hábitat
Esta tortuga es natural de Indochina y las islas mayores de Indonesia: Java, Borneo y Sumatra.
Habita en los arroyos de aguas transparente y en los depósitos de agua no muy clara, como las ciénagas.

## Reproducción
La puesta consiste de 4 a 10 huevos, aunque es posible que las hembras grandes pongan hasta 30. Una hembra puede poner varias, tres o cuatro, veces al año. La incubación toma más de 130 días.

## Dieta
Se alimenta de peces, anfibios y otros animales acuáticos.
- Datos: Q1945329
- Multimedia: Amyda cartilaginea / Q1945329
- Especies: Amyda cartilaginea